# Una M. Ryan
Una M. Ryan (nacida en 1966) es una bioquímica irlandesa que investiga parásitos y agentes infecciosos en Australia, donde reside.  Es profesora asociada en la Facultad de Ciencias Veterinarias y Biomédicas de la Universidad de Murdoch. En el año 2000, recibió el Premio Frank Fenner al científico del año del Primer Ministro de Australia por su trabajo en el aislamiento de un método para diagnosticar parásitos. 

## Biografía
Una Ryan nació en Irlanda en 1966 y completó su trabajo de pregrado en zoología en el University College Dublin en 1988.  Al año siguiente, se mudó a Australia y comenzó a trabajar en la Universidad de Murdoch. Continuó sus estudios obteniendo su doctorado en parasitología en 1996, con una especialización en parásitos protozoarios. Su investigación ha analizado la transmisión y la epidemiología de los parásitos de enfermedades infecciosas, inicialmente enfocados en Cryptosporidium, un parásito protozoario que causa diarrea y en casos graves puede causar la muerte. Cryptosporidium y Giardia son los dos parásitos más prevalentes que causan riesgos para la salud pública de las empresas de agua en los países desarrollados, debido a la contaminación de las áreas de captación de agua por el ganado.  Ryan desarrolló una prueba para verificar si los parásitos están presentes en las muestras de agua y si están presentes, si son uno de los dos tipos que son dañinos para los humanos. Presentó una patente mundial sobre su método de ADN para diagnosticar Cryptosporidium y recibió el Premio Frank Fenner al Premio Científico del Año, uno de los Premios del Ministro y el premio más alto otorgado por el Primer Ministro de Australia para reconocer las contribuciones de los científicos.
Su trabajo ha continuado y se ha expandido para incluir investigaciones sobre Giardia, Neospora y piroplasmas y ha recibido subvenciones del Consejo de Investigación Australiano y otras organizaciones para evaluar el impacto parasitario en el suministro de agua y la salud pública.  En un estudio, sus resultados primarios mostraron que las ovejas, aunque contribuyen a la contaminación del agua, no contribuyen de manera significativa a los parásitos que afectan a los humanos. Es profesora asociada en la Facultad de Ciencias Veterinarias y Biomédicas y profesora de bioquímica en la Universidad de Murdoch.

## Trabajos seleccionados
- Jefferies, Ryan; Ryan, Una M; Muhlnickel, Carl J; Irwin, Peter J (abril de 2003). «Two Species of Canine Babesia in Australia: Detection and Characterization by PCR». Journal of Parasitology 89 (2): 409-412. doi:10.1645/0022-3395(2003)089[0409:tsocbi]2.0.co;2.
- Xiao, Lihua; Ryan, Una M (octubre de 2004). «Cryptosporidiosis: an update in molecular epidemiology». Current Opinion in Infectious Diseases 17 (5): 483-490. doi:10.1097/00001432-200410000-00014.
- Ryan, Una M; Power, Michelle; Xiao, Lihua (January–February 2008). «Cryptosporidium fayeri n. sp. (Apicomplexa: Cryptosporidiidae) from the Red Kangaroo (Macropus rufus)». Journal of Eukaryotic Microbiology 55 (1): 22-26. doi:10.1111/j.1550-7408.2007.00299.x.
- Ryan, Una (2010). WaterRa cyptosporidium literature review. Adelaide, Australia: Water Research Australia Limited. ISBN 978-1-78040-621-3.
- Ryan, Una (2014). Cryptosporidium Literature Review. London: IWA Publishing. ISBN 978-1-78040-620-6.